# Cadogan Square
Cadogan Square è una piazza situata nel quartiere di Knightsbridge, a Londra. Deriva il suo nome dal Conte Cadogan (pronuncia "Caduggan").

## Storia
La piazza è stata costruita tra il 1877 ed il 1888. Il lato occidentale presenta le maggiori differenze negli edifici, tutte variazioni sullo stesso tema di influenza fiamminga. Gli edifici compresi tra i numeri 54 e 58 furono progettati da William Young nel 1877 per Lord Cadogan, mentre l'architetto J. J. Stevenson fu principalmente artefice del lato meridionale, costruito tra il 1879 e il 1885. Il lato orientale è stato costruito nel 1879 da G. T. Robinson. Il numero 61 è un esempio precoce di appartamenti signorili di alta classe, mentre l'edificio al 61a era una casa-studio per Mr F. W. Lawson.

## Il giardino e le case
Cadogan Square è una degli isolati residenziali più ambiti di Londra. Un giardino riservato ai residenti è circondato da case costruite con mattoni rossi, la maggior parte delle quali convertite in appartamenti. La piazza è sita a sud di Pont Street, a est dei Lennox Gardens e a ovest di Sloane Street. Nella piazza è presente una scuola preparatoria, fondata nel 1953.
La zona è talmente desiderata che gli appartamenti vengono venduti per numerosi milioni di sterline. Delle case che si affacciano sulla piazza, tre non sono state convertite in appartamenti ed il loro valore è stimato in circa £25,000,000 ciascuna.
Proprietario della maggior parte delle abitazioni è tuttora il Conte Cadogan, la cui famiglia ha posseduto e possiede le terre di Chelsea da diverse centinaia di anni come eredi di Sir Hans Sloane.